# Sungai Batang
Sungai Batang is een bestuurslaag in het regentschap Ogan Komering Ilir van de provincie Zuid-Sumatra, Indonesië. Sungai Batang telt 799 inwoners (volkstelling 2010).